# Arrenuroidea

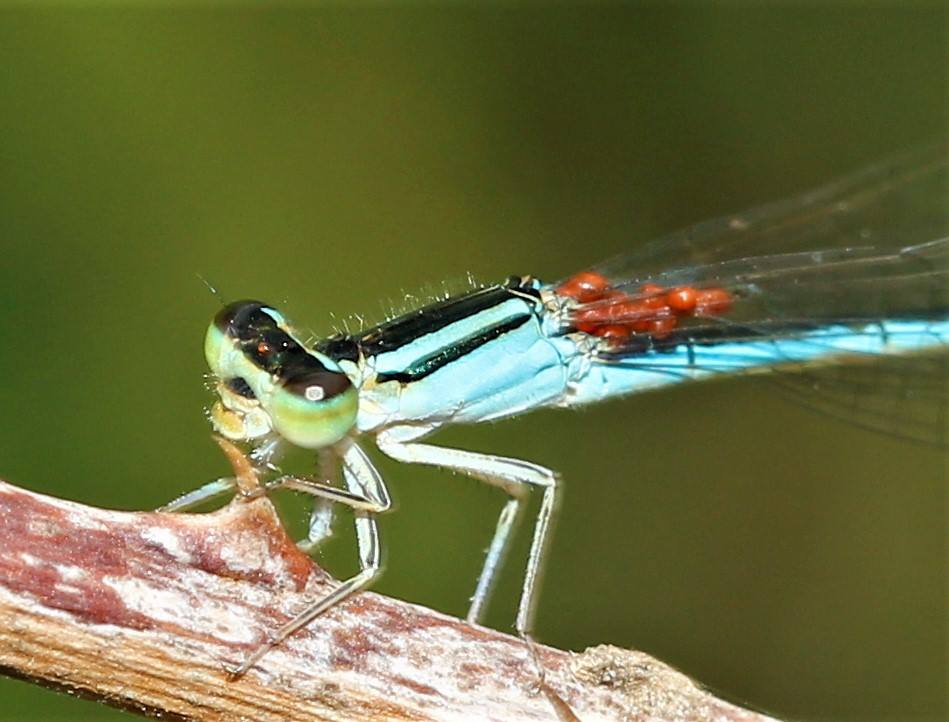
Клещи Arrenurus на стрекозе

Arrenuroidea (лат.) — надсемейство тромбидиформных водяных клещей из подотряда Prostigmata (Parasitengona).

## Описание
Красноватые водяные клещи. Гнатосома с пальпами не хелатными, а часто бесщелевыми; голени длиннее genua. Хелицеры 2-сегментные. Идиосома с латеральными глазами, отсутствующими или присутствующими, маленькими и не расположенными на дорсальной пластинке; тело сильно варьирует как по форме — от яйцевидного до дорсовентрально уплощенного, так и по степени склеротизации — от мягкого с дорсом, несущим только пластинки гландуляриев, до сильно бронированного с дорсом, полностью покрытым дорсальным щитом. Генитальное поле несет генитальные ацетабулы, лежащие в гонопоре, на ацетабулярных пластинках, фланкирующих гонопор, или на обоих. Личинки водные. Гнатосома лишена развитого камеростома. Идиосома с боковыми глазами, расположенными на отдельных пластинках; спина покрыта крупной дорсальной пластинкой, несущей не менее 4 пар волосков, включая вертициллы и скапулярии, и редко 1 или более пар гистеросоматических волосков. Брюшко с коксальными пластинками, обычно раздельными, редко сросшимися; с парными пурстигматами латерально между коксальными пластинками I—II; коксальные пластинки III со вставками ног III, расположенными около середины тела и направленными латерально; пластинка экскреторной поры с 2 парами волосков. Ноги с 5 подвижными сегментами, со слитыми базифемуром и телофемуром; тарзус с немодифицированными коготками и эмподием.

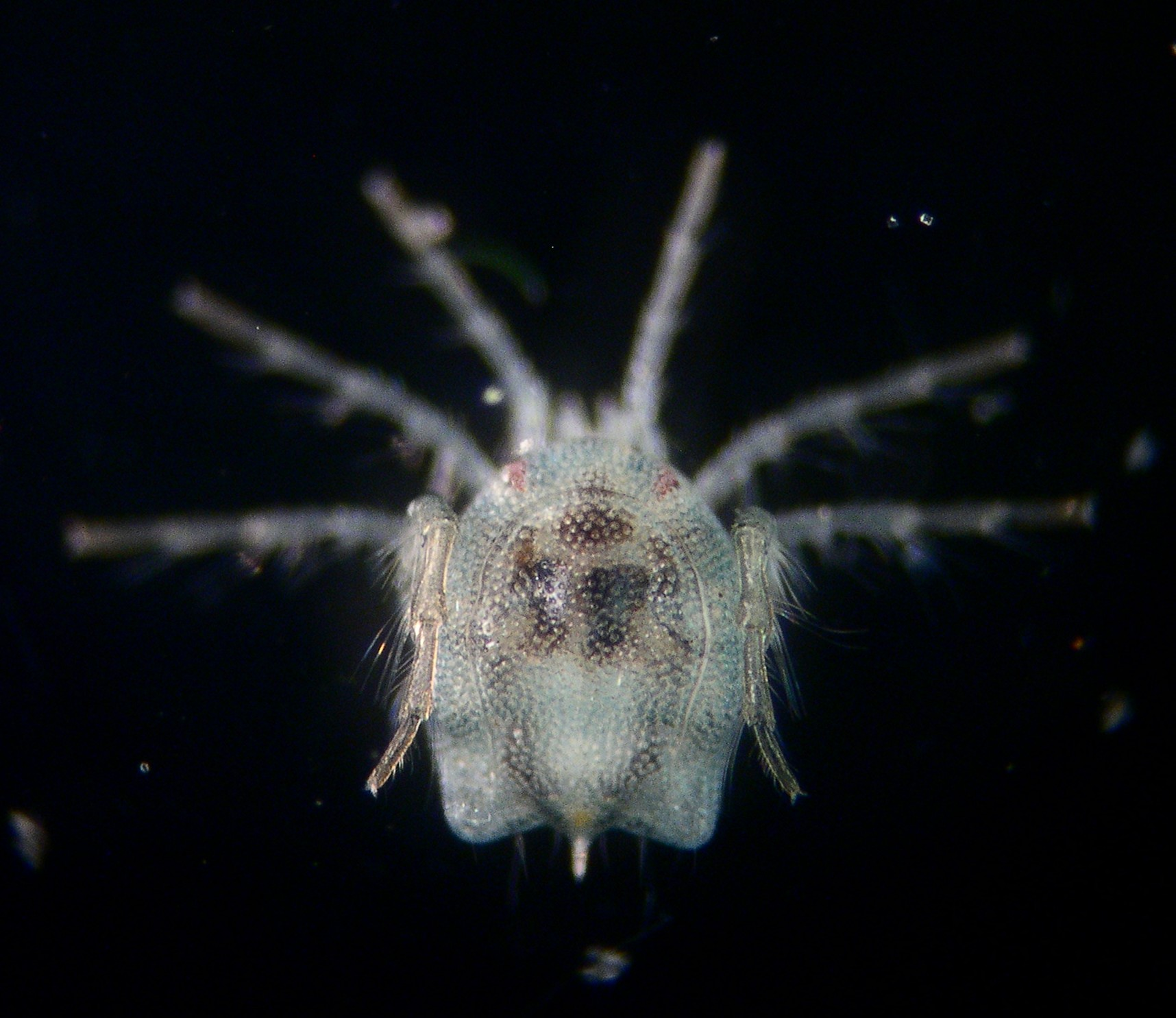
Arrenurus fimbriatus

## Систематика
Включает более 1230 видов и 20 семейств, в том числе крупнейшее семейство Arrenuridae (950 видов).
Надсемейство было впервые выделено в 1900 году норвежским акарологом Sigvart Thorkelsen (1856—1937). Большая часть видов принадлежит к самому многообразному роду Arrenurus, который включает более 800 видов.
Число таксонов по Zhang et al. (2011), клады по Smith (1990b):
клада Momoniidae
- Momoniidae Viets, 1926 (13 родов, 55 видов)

клада mideopsiform
- Nudomideopsidae Smith, 1990 (3 рода, 31 вид)
- Mideopsidae Koenike, 1910 (8 genera, 113 видов)
- Athienemanniidae Viets, 1922 (16 родов, 43 вида)
- Chappuisididae Motas & Tanasachi, 1946 (2 рода, 13 видов)
- Gretacaridae Viets, 1978 (1 род, 15 видов)
- Neoacaridae Motas & Tanasachi, 1947 (2 рода, 19 видов)
- Mideidae Thor, 1911 (2 рода, 6 видов)
- Acalyptonotidae Walter, 1911 (2 рода, 4 вида)
- Kantacaridae Imamura, 1959 (1 род, 1 вид)
- Nipponacaridae Imamura, 1959 (1 род, 3 вида)
- Harpagopalpidae Viets, 1924 (1 род, 7 видов)
- Arenohydracaridae Cook, 1974 (1 род, 3 вида)
- Amoenacaridae Smith & Cook, 1997 (1 род, 3 вида)
- Laversiidae Cook, 1955 (1 род, 1 вид)

клада arrenuriform
- Krendowskiidae Viets, 1926 (4 рода, 52 вида)
- Arrenuridae Thor, 1900 (7 родов, 950 видов)
- Bogatiidae Motas & Tanasachi, 1948 (2 рода, 3 вида)
- Hungarohydracaridae Motas & Tanasachi, 1959 (5 родов, 17 видов)
- Uchidastygacaridae Imamura, 1956 (3 рода, 15 видов)

## Распространение
Встречаются во всех зоогеографических регионах мира.